# Lac Sakami
Pour l’article homonyme, voir Sakami.
Le lac Sakami est un plan d'eau douce de la municipalité de Eeyou Istchee Baie-James, dans la région administrative du Nord-du-Québec, au Québec, au Canada.

## Géographie
Le lac Sakami est situé sur le bassin versant de l'est de la baie James, à environ 125 km au sud-est de Chisasibi.
Avant de servir à l'approvisionnement en eau de la centrale Robert-Bourassa, ce plan d'eau initial couvrait une superficie de 533 km². Situé à une altitude de 186 m, ce réservoir a une profondeur de 113 mètres et une superficie actuelle de 738 km². Le niveau des eaux ne doit pas dépasser la cote 186,8 m.
Le lac Sakami reçoit les eaux de la rivière Sakami et celles du cours supérieur de la rivière Eastmain, détournées pour alimenter en eaux le réservoir du complexe La Grande.

## Toponymie
Une biographie de George Atkinson parue dans "Northern Quebec and Labrador journals and correspondence, 1819-1835", édité en 1963 par K. G. Davies, signale en page 332, une relation de voyage d'octobre 1798, « George and Jacob Atkinson with two Indians in the canoes to Mesackamee Lake ». L'éditeur de 1963 mentionne en bas de page que l'appellation "Mesackamee" correspond au "lac Sakami" d'aujourd'hui. Le terme cri "Sakami" signifie "grand" pour certains, et le sens de "déformé par le vent" pour d'autres.
Le toponyme "Lac Sakami" a été officialisé le 5 décembre 1968 à la Banque des noms de lieux de la Commission de toponymie du Québec.